# Comuna de Gizałki
Gizałki (polaco: Gmina Gizałki) é uma gminy (comuna) na Polónia, na voivodia de Grande Polónia e no condado de Pleszewski. A sede do condado é a cidade de Gizałki.
De acordo com os censos de 2004, a comuna tem 4631 habitantes, com uma densidade 42,7 hab/km².

## Área
Estende-se por uma área de 108,56 km², incluindo:
- área agricola: 50%
- área florestal: 48%

## Demografia
Dados de 30 de Junho 2004:
|                      | Total   | Total | Mulheres | Mulheres | Homens  | Homens |
| -------------------- | ------- | ----- | -------- | -------- | ------- | ------ |
|                      | pessoas | %     | pessoas  | %        | pessoas | %      |
| População            | 4631    | 100   | 2342     | 50,6     | 2289    | 49,4   |
| Densidade (pop./km²) | 42,7    | 100   | 21,6     | 21,6     | 21,1    | 21,1   |

De acordo com dados de 2002, o rendimento médio per capita ascendia a 1675,13 zł.

## Comunas vizinhas
- Chocz, Czermin, Grodziec, Pyzdry, Zagórów, Żerków